# Erna luuregrupp

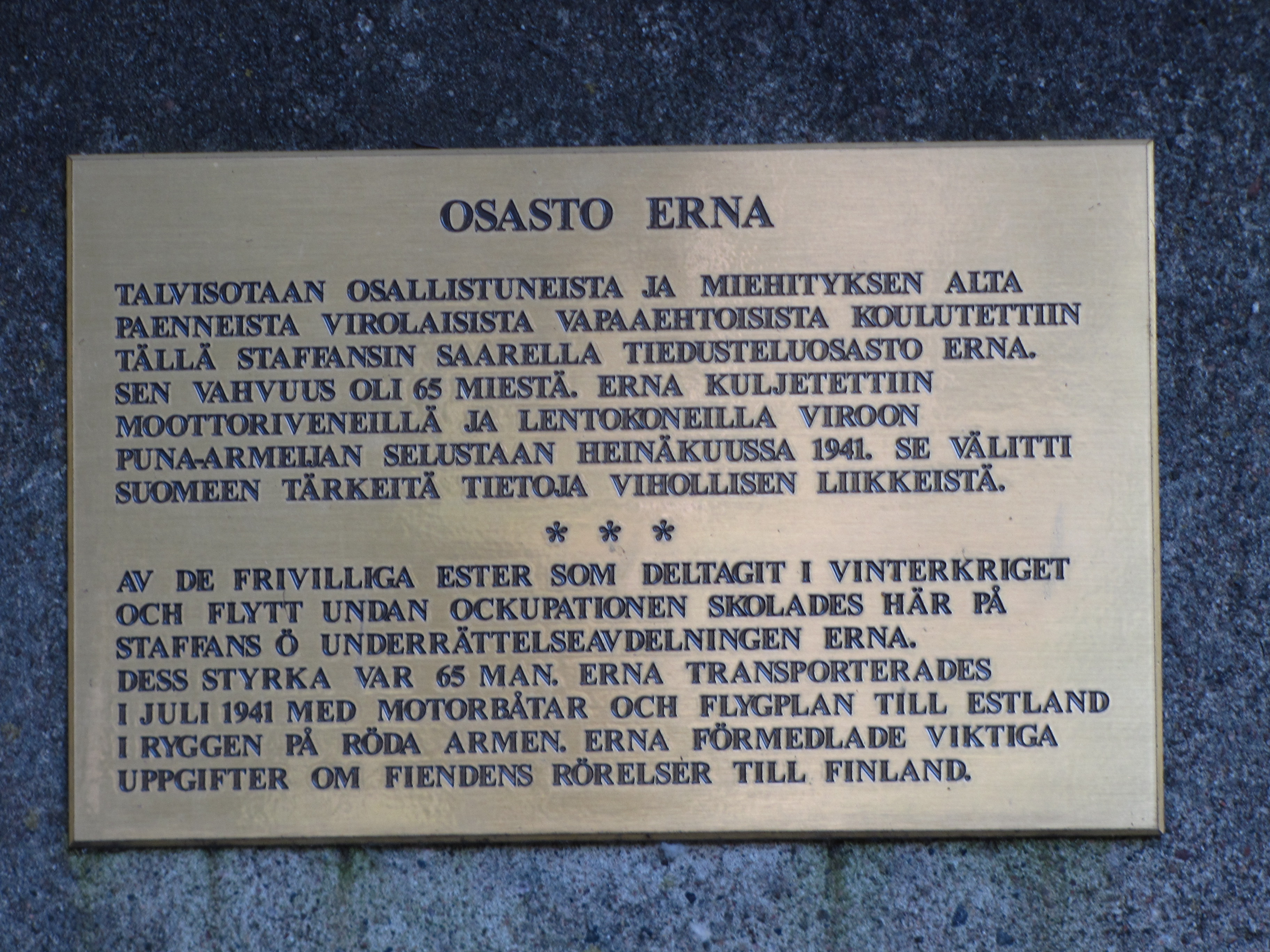
Targa di riconoscimento alla memoria degli Erna, ad Espoo, in Finlandia

L'Erna luuregrupp, noto anche come Erna, è stata una formazione militare finlandese di volontari estoni che eseguirono compiti di ricognizione in Estonia, oltre le retrovie dell'Armata Rossa, durante la Seconda guerra mondiale. L'unità militare fu formata dal servizio segreto militare finlandese con l'assistenza del servizio segreto tedesco per le operazioni di ricognizione.

## Formazione del gruppo Erna
Dopo l'occupazione sovietica dell'Estonia nel 1940 centinaia di uomini estoni si trasferirono in Finlandia, piuttosto che accettare la presenza sovietica in patria. Il maggiore Aksel Kristian nella primavera del 1941 compilò una lista di estoni in Finlandia che volevano "liberare la loro terra natia". Il servizio segreto finlandese di conseguenza arruolò 15 volontari e cominciò ad addestrarli sull'isola di Staffani, nella regione di Espoo.
Il 22 giugno 1941 la Germania nazista invase l'URSS (operazione Barbarossa). La Finlandia entrò in guerra al fianco della Germania (vedi guerra di continuazione), gli estoni, vivendo in Finlandia furono riuniti a Helsinki per costituire un'unità volontaria per andare in Estonia. Il comandante del plotone era il colonnello Henn Ants Kurg dell'esercito estone.
I tedeschi diedero al gruppo il nome "Erna", e anche due ufficiali di collegamento tedeschi - l'Oberleutnant Reinhardt ed il Sonderführer Schwarze - si unirono al gruppo. L'Erna venne armato e indossò uniformi dell'esercito finlandese. I due tedeschi in carica volevano che l'Erna promettesse fedeltà al Führer. Tuttavia, il colonnello Kurg si oppose fermamente a ciò; insistette sul fatto che non erano tedeschi ma volontari estoni, pronti a cooperare, ma senza alcun impegno con Hitler. Fu raggiunto un accordo sul fatto che, essendo al servizio dell'esercito finlandese, l'Erna dovesse prestare giuramento di lealtà alla Finlandia. Di conseguenza, il 24 luglio 1941, i 15 uomini appositamente formati e 52 volontari prestarono giuramento di fedeltà alla Finlandia.

## Azioni
La notte del 10 luglio il plotone effettuò uno sbarco marittimo sulla costa settentrionale dell'Estonia con 42 uomini che arrivarono a terra e si nascosero nelle paludi di Kautla, 60 km a sud-est di Tallinn. Altri 17 membri vennero paracadutati il 28 luglio. Il compito del gruppo era quello di eseguire la ricognizione in profondità dietro le linee dell'Armata Rossa per l'esercito finlandese, ma si rivolse poi a favorire la fuga di circa 2.000 civili che si nascondevano nei boschi di Kautla permettendo loro di fuggire mentre l'Erna ingaggiò unità militari dell'NKVD in una feroce battaglia dal 31 luglio al 1º agosto 1941. Il 4 agosto, al plotone venne ordinato di attraversare il fronte e di terminare le attività. Un totale di 32 uomini vennero uccisi o dispersi in azione.
Un battaglione (unito al 311º reggimento di fanteria dell'esercito tedesco) fu formato dai resti del plotone originale di Erna, con altri 400 uomini, e soprannominato "Erna II", ma fu sciolto il 10 ottobre 1941. Con la fine della guerra alcuni membri originali dell'Erna continuarono le attività di guerriglia, diventando Fratelli della foresta.
L'Erna Retk è un esercizio e una competizione militare internazionale annuale, che commemora l'azione del 1941 e si tiene dal 1995.
I propagandisti sovietici affermarono che la squadra originale di Erna partecipò all'omicidio di massa di attivisti politici sovietici. Queste affermazioni sono state rinvigorite negli anni '80 e ripetute dai media russi nel 2000. Le autorità russe considerano l'Erna Retk come un modo di "eroicizzare il fascismo".